# Karl Gauss
Karl Otto Gauss (* 5. Juni 1867 in Basel; † 8. Februar 1938 in Liestal) war ein Schweizer Pfarrer und Historiker.

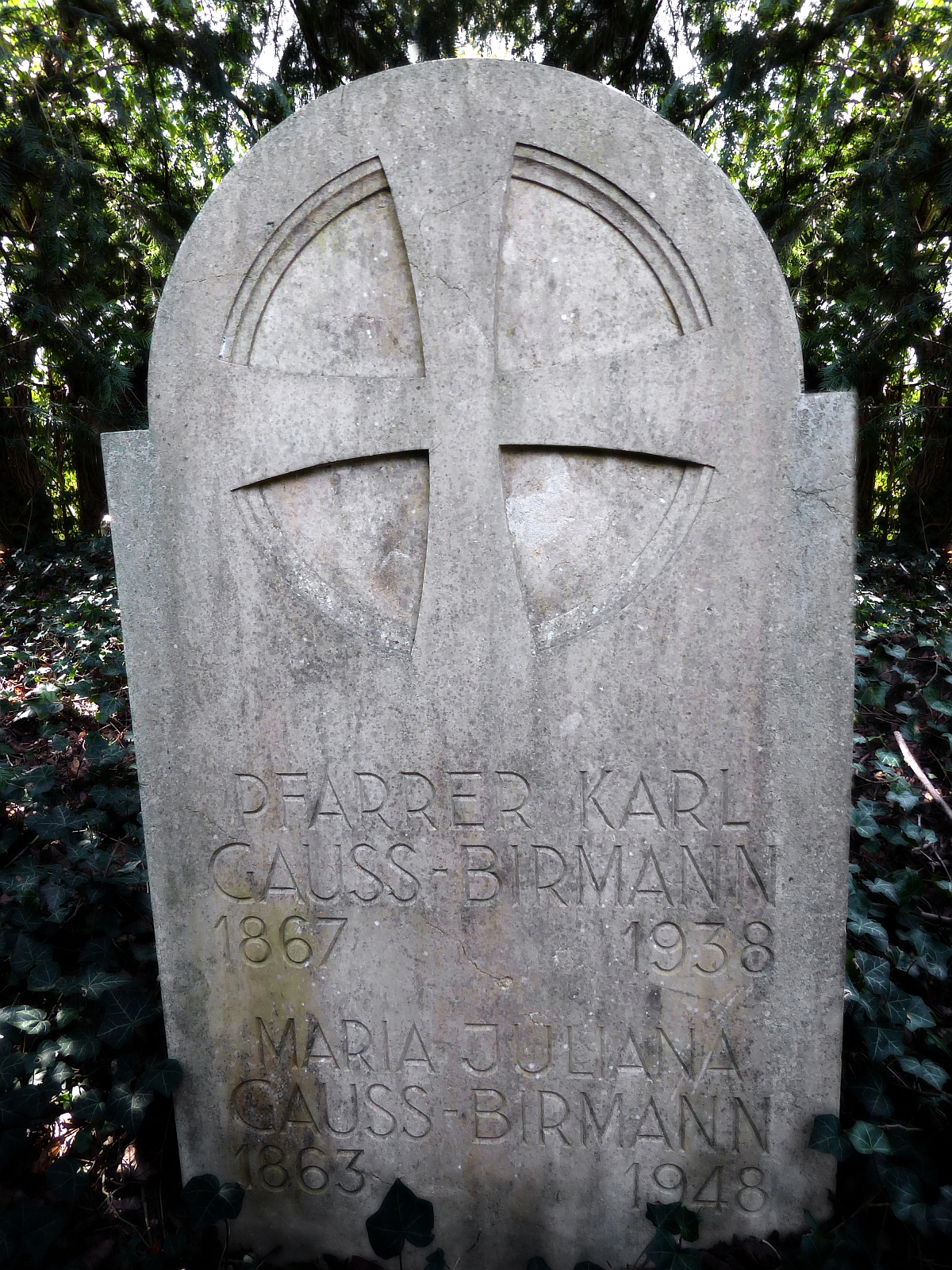
Grabstein im Friedhof Liestal

## Leben
Karl Otto Gauss, Sohn des Architekten Hermann Rudolf Gauss (u. a. Erbauer der Synagoge in Basel), studierte Theologie in Basel und Göttingen und wurde 1888 ordiniert. 1892–1897 war er Pfarrer in Benken und dann bis 1928 in Liestal. 1911–1935 war er zudem Leiter des Pfarrkonvents Baselland. Neben seiner seelsorgerischen Tätigkeit betrieb Gauss kirchen- und lokalhistorische Forschungen über die Landschaft Basel. 1910 verlieh ihm die theologische Fakultät der Universität Basel die Ehrendoktorwürde.
Karl Gauss war verheiratet mit Maria Juliana Birmann, Tochter des Martin Birmann. Die gemeinsame Tochter Magdalena Gauss (* 1899) heiratete 1927 den reformierten Pfarrer Fritz Edmund La Roche. Die jüngere Tochter Julia Gauss wurde Historikerin und Pädagogin und der Sohn Hermann Gauss Philosoph und Hochschullehrer.

## Schriften (Auswahl)
- Die Heiligen der Gotteshäuser von Baselland. In: Basler Zeitschrift für Geschichte und Altertumskunde, Bd. 2, 1903, S. 122–162. (Digitalisat)
- Reformationsgeschichte Liestals. Liestal:  Buchdruckerei zum Landschäftler 1917.
- Schulgeschichte der Stadt Liestal: Gedenkschrift zur Einweihung des Rotackerschulhauses. Liestal: Lüdin 1918.
- Basilea reformata: Die Gemeinden der Kirche Basel Stadt und Land und ihre Pfarrer seit der Reformation bis zur Gegenwart. Basel: Verlag der Historischen und Antiquarischen Gesellschaft, Universitätsbibliothek, 1930.
- mit Ludwig Freivogel; Otto Gass; Karl Weber: Geschichte der Landschaft Basel und des Kantons Basellandschaft. 2 Bde., Liestal: Lüdin 1932.